# M551 Шеридан
M551, Шеридан (англ. 152 mm Gun Launcher AR/AAV M551, General Sheridan) — лёгкий авиадесантный плавающий танк США.
Танк был разработан с целью замены лёгкого танка М41 и самоходного орудия М56 в воздушно-десантных войсках США. Войсковые испытания танка на Абердинском полигоне начались в январе 1963 года, к середине 1963 года были построены два танка. В 1963 году танк прошёл войсковые испытания и был рекомендован к принятию на вооружение разведывательных и воздушно-десантных подразделений сухопутных войск США, в подразделения танки начали поступать в 1966 году. Всего в период с июля 1966 года по 1970 год было произведено 1700 танков.
В M551 был воплощён ряд новейших для того времени конструкторских решений: корпус из алюминиевой брони, широкое применение пластмасс, пушка-пусковая установка, способная вести огонь управляемой ракетой «Шилейла» и др.
По состоянию на начало 1978 года на вооружении армии США находились до 1600 танков M551, однако опыт их эксплуатации и боевого применения показал неудачность концепции такого танка, поэтому после 1978 года M551 были в основном сняты с вооружения.
По состоянию на 1986 год на хранении в Аннингтонском арсенале находились более 1500 танков M551.
По состоянию на 2008 год небольшое их количество остаётся лишь на вооружении 82-й воздушно-десантной дивизии, поскольку других серийных авиадесантных танков у США нет.

## История создания и производства
|                                                                            |
|                                                                            |
|                                                                            |
| Проекции ARAAV на стадии проектирования: фронтальная, боковая и вид сверху |

### Разработка
Поскольку армейское командование в 1950-е гг. отказалось от лёгких танков в пользу средних и тяжёлых основных боевых танков, исходно проект нового авиадесантного танка носил официальное название ARAAV (аббр. Armoured Reconnaissance/Airborne Assault Vehicle) — «бронированной разведывательной десантно-штурмовой машины», хотя и по сути и по внешнему своему виду это был танк.
В апреле 1963 года Департамент армии США заключил контракт на сумму $7 млн на проведение опытно-конструкторских работ, который предусматривал производство четырёх опытных прототипов новой машины, получившей индекс XM551 и словесное название «Генерал Шеридан». Уже тогда было объявлено, что масса танка в пределах 15 тонн, неофициальные источники в кругах Пентагона сообщили о том, что танк будет нести комбинированную систему вооружения, сочетающую в себе противотанковую пушку и КУВТ «Шиллейла».

### Конкурс
В проекте по созданию опытного прототипа XM551 участвовало несколько независимых друг от друга корпораций-подрядчиков с собственными проектами: Consolidated Diesel Electric, FMC Corp., General Motors, Chrysler и Caterpillar, — аналогичный набор подрядчиков участвовал в проекте разработки самоходной артиллерийской установки M109.

### Производство
Стоимость одной серийной машины в ценах 1972 года составляла $214,670 тыс., стоимость регламентного обслуживания после исчерпания моторесурса $34,745 тыс. (16,2 % от стоимости машины) и стоимость капремонта боевых повреждений $41,845 тыс. (19,5 %).

## Модификации
- XM551 — опытные предсерийные образцы, с орудием XM81E12 на базе танка M41 Уокер Бульдог;
- «Two Box» M551 — полевая модификация M551, разработанная в войсках и применявшаяся в ходе войны во Вьетнаме. На танки устанавливали дополнительное бронирование, обеспечивавшее защиту для стрелка из 12,7-мм пулемёта — «Armored Cavalry Assault Vehicle (ACAV) set»; за счёт отказа от размещения в танке ПТУРС «Шиллела» был увеличен боекомплект 152-мм снарядов и пулемётных патронов.
- M551A1 — модификация 1972 года, установлены прицел M127A1, ночной прицел M44, лазерный дальномер AN/VVG-1[9], впоследствии вместо спаренного пулемёта M73 был установлен пулемёт M240C[10].
- в 1986 году была разработана ещё одна программа модернизации находившихся на хранении танков M551, которая предусматривала установку на них ПТУР «TOW» — или башни от бронемашины M2 «Bradley». Однако стоимость этой программы (535 тыс. долларов за каждый танк) была признана чрезмерно высокой[5].

Кроме того, в 1969 году на несколько M551, использовавшихся во Вьетнаме, была установлена дополнительная пластина для защиты от подрыва мин под днищем («belly armor»).

## Конструкция

### Броневой корпус и башня
M551 имеет классическую компоновку, с расположением моторно-трансмиссионного отделения в кормовой части. Корпус танка сварной, изготовлен из брони на основе алюминий-цинк-магниевого сплава типа 7039. Лобовые листы корпуса расположены под большими углами наклона, бортовые листы — вертикально, корма скошена. В центре верхнего лобового листа корпуса расположен вращающийся люк механика-водителя с перископами.
Башня танка сварная, выполнена из стального бронелиста, деформированного штамповкой. Форма башни овальная со скошенными боковыми стенками. На крыше башни размещена командирская башенка.
Бронирование обеспечивает круговую защиту от бронебойных пуль калибра 7,62 мм и осколков снарядов. Фронтальная проекция защищена от 20-23 мм бронебойных снарядов автоматических пушек.

### Вооружение

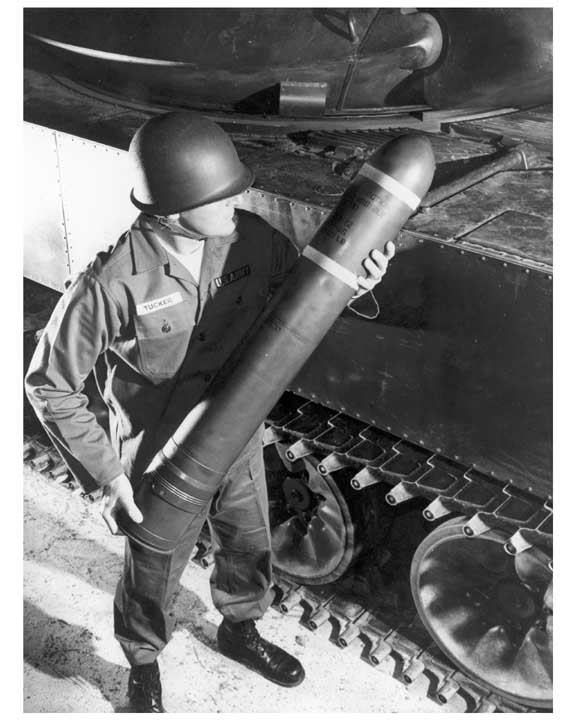
Погрузка в танк ПТУР «Шиллейла».

Основным вооружением танка является 152-мм танковая пушка M81 (или M81E1), которая также является направляющей для запуска ПТУРС «Шиллейла» (MGM-51 Shillelagh). Кумулятивная боевая часть ПТУР массой 6,8 кг обеспечивает бронепробитие 200 мм/60°. Ствол орудия имеет нарезы для стрельбы снарядами и шпоночный паз для запуска ПТУРС.
Заряжание орудия производится вручную. Выстрелы унитарные, со сгорающими гильзами.
В качестве вспомогательного вооружения на танке установлены спаренный с пушкой 7,62-мм пулемёт M73, а также крупнокалиберный 12,7-мм зенитный пулемёт M2HB, открыто установленный на крыше командирской башенки.
Боекомплект составляет: 20 единиц 152-мм выстрелов; 10 единиц ПТУР «Шиллейла»; 3000 патронов калибра 7,62-мм и 1000 патронов калибра 12,7-мм.

### Средства наблюдения
Для вождения танка в ночных условиях имеются инфракрасные приборы наблюдения.

### Двигатель и трансмиссия
V-образный 6-цилиндровый дизель компании «Детройт Дизель» 6V-53T жидкостного охлаждения с турбонаддувом, развивающий при частоте вращения коленчатого вала 2800 об/мин мощность 220 кВт (300 л. с.). Трансмиссия XGT-250, имеющая 4 передачи переднего и 2 передачи заднего хода состоит из комплексной гидродинамической передачи с блокировочным фрикционом, планетарных коробки передач, механизмов поворота (ПМП) и бортовых редукторов.

### Ходовая часть
Ходовая часть танка состоит из независимой торсионной подвески, пяти сдвоенных опорных катков большого диаметра (на сторону) с наружными резиновыми бандажами, металлических гусениц и ведущих колёс заднего расположения. Движение на воде осуществляется с помощью гусениц. На лобовом листе корпуса укреплён волноотражательный щит, поднимаемый при движении на плаву.

## Боевое применение

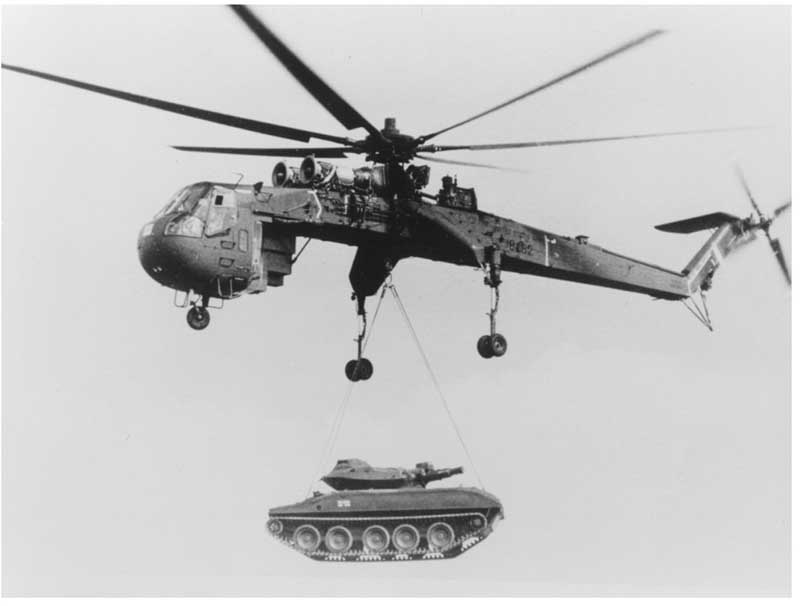
Транспортировка вертолётом CH-54.

M551 «Шеридан» использовался в ряде вооружённых конфликтов.
- с января 1969 года M551 интенсивно применялся в войне во Вьетнаме, где были выявлены как преимущества, так и существенные недостатки боевой машины. Танк был очень лёгким (всего 16 тонн веса), что позволяло в условиях джунглей и бездорожья быстро переносить его с места на место с помощью вертолётов. Танк являлся плавающим, что было как нельзя кстати в условиях Вьетнама с его большим количеством речушек, заливов, превращавшихся во время тропических ливней и муссонов в болота. Танк обладал мощным 152-мм орудием, однако при стрельбе из пушки отдача отрицательно влияла на точность стрельбы (при этом экипаж был обязан во время стрельбы надевать шлемы, поскольку имелись случаи травм, когда члены экипажа без шлемов разбивали голову о стенки при отдаче от выстрела). Бронирование танка было не вполне достаточным: оно обеспечивало защиту от пуль крупнокалиберных пулемётов и осколков артиллерийских снарядов, но никак не защищало от противотанковых орудий и гранатомётов. Кроме того, M551 оказался очень уязвим для противотанковых мин[12]. Всего за время войны было подбито 300 танков M551, из которых 90 были полностью уничтожены.[13];
- 17 танков M551 применялись в ходе вторжения США в Панаму 1989 года[14]. Из участвующих 2 танка «Шеридан» разбилось вдребезги при авиадесантировании[15];
- 51 танк M551A1 применялись в ходе войны в Персидском заливе 1991 года.